# Chachapoyas (Peru)
Chachapoyas (voller Name: San Juan de la Frontera de los Chachapoyas) ist die Hauptstadt der Region Amazonas, der Provinz Chachapoyas und des Distriktes Chachapoyas im Norden Perus sowie der Sitz des Bistums Chachapoyas. Beim Zensus 2017 betrug die Einwohnerzahl 32.026, während sie 10 Jahre zuvor bei 23.202 gelegen hatte.

## Geschichte
Gegründet wurde Chachapoyas am 5. September 1538 von Alonso de Alvarado, einem Hauptmann Francisco Pizarros. Die allgegenwärtigen kleinen schwarzen Holzbalkone, die Aufteilung der Straßen in quadratische Blocks (cuadras), die Dächer mit den traditionellen Dachziegeln und die mit Bänken, Hecken, vielerlei Blumen und einem bronzenen Brunnen in der Mitte geschmückte Plaza zeugen davon, dass Chachapoyas das Zentrum der Kolonialherren in Nordostperu war, von dem aus die spanischen Eroberer ab Mitte des 16. Jahrhunderts ihre Expeditionen in das Gebiet des Amazonas begannen.
Im Kampf um die peruanische Unabhängigkeit von den spanischen Kolonialherren unterstützten die Bürger von Chachapoyas die von General José de San Martín geführten Truppen der Expedition zur Befreiung Perus. Am 6. Juni 1821 kam es in der Ebene Pampas de Higos Urco östlich von Chachapoyas zur Schlacht, in der die Spanier unterlagen.
1960 wurde die Straße von Chachapoyas zur Pazifikküste fertiggestellt. Seither ist die Stadt weit stärker als zuvor in die Waren- und Migrationsströme des Landes einbezogen.

## Politik
Die Bürgermeister von Chachapoyas seit 1970:
- José David Reina Rojas (1970)
- León Torres Meléndez (1971–1972)
- Arturo Guillermo Díaz Caro (1973–1975)
- Manuel la Torre Bardales (1976)
- Ramón Salazar Mestanza (1977–1978)
- Germán Mori Trigoso (1979–1980)
- Napoleón Mendoza Jiménez (1981–1983)
- Raquel Robles de Román (1984–1986)
- José Humberto Marín Jiménez (1987–1989)
- Napoleón Mendoza Jiménez (1990–1992)
- Francisco Ramos Santillán (1993–1995)
- Leonardo Rojas Sánchez (1996–2002)
- Oscar Enrique Torres Quiroz (2003–2006)
- Peter Thomas Lerche (2007–2010)
- Diógenes Humberto Zavaleta Tenorio (2011–2018)
- Víctor Raúl Culqui Puerta (seit dem 1. Januar 2019)

## Verkehr
Chachapoyas ist mit Lima durch mehrere Buslinien verbunden.
Der Flughafen Chachapoyas (IATA-Code CHH) wird von Lima aus derzeit (Januar 2020) nicht regelmäßig angeflogen.
Chachapoyas ist der Ausgangspunkt für Reisen zu Stätten der gleichnamigen Chachapoyas-Kultur, von welcher sich in der Umgebung zahlreiche Überreste finden, darunter auch gewaltige Ruinen, deren größte die Festung Kuelap ist.

## Bildung
Seit einigen Jahren hat Chachapoyas eine eigene Universität, die Universidad Nacional Toribio Rodriguez de Mendoza. Ihr Campus befindet sich nahe den Pampas de Higos Urco (siehe oben).

## Sehenswürdigkeiten

### Pozo de Yanayacu
Der "Brunnen von Yanayacu" wurde der Legende nach an der Stelle gebaut, an welcher Toribio de Mogrovejo, zweiter Erzbischof von Peru, bei seinem Besuch in Chachapoyas mit seinem Wanderstock einen Felsen berührte. Im Moment der Berührung begann aus dem Fels eine Quelle zu sprudeln, welche mit ihrem Wasser die Trockenperiode, welche zu jener Zeit die Region quälte, beendete. Er befindet sich auf dem "Cerro Luya Urco" ca. einen km von der Plaza de Armas von Chachapoyas entfernt.
Die Quelle, die noch heute aktiv ist, wird auch die „Quelle der Liebe“ genannt.

### Heiligtum der Virgen Asunta
Diese Kapelle ist im modernen Stil mit einigen kolonialen Einflüssen gebaut worden. Sie ist die Heimat der Virgen Asunta, der Patronin der Stadt Chachapoyas, deren Fest im August gefeiert wird. In dieser Kapelle, welche zum Altenheim von Chachapoyas gehört, befindet sich auch die Kleiderkammer der Statue der Jungfrau mit über 100 verschiedenen Kleidern und Schmuckstücken.

### El Obispado-das Bischofshaus
Das Haus, in welchem Toribio Rodríguez de Mendoza geboren wurde, ist nun das Bischofshaus der Diözese Chachapoyas. Es ist ein uraltes Haus im typischen chachapoyanischen Kolonialstil. In seinem Inneren kann man antike Möbelstücke, Erinnerungsstücke der Bischöfe von Chachapoyas, eine alte Bibel und andere Stücke aus der Kolonialzeit sehen.

### La Casona Monsante
Das Haus Monsante ist ein Monument, in dem die traditionelle chachapoyanische Architektur besonders gut erhalten ist. Früher benutzt, um Tabak zu trocknen, beherbergt es heute ein Hostel.

### Kathedrale
Chachapoyas ist Sitz des gleichnamigen Bistums. Deren koloniale Kathedrale wurde in den 1970er Jahren bei einem Erdbeben stark beschädigt. Daraufhin beschlossen das Bistum und die Stadtverwaltung, sie abzureißen. An ihrer Stelle, unmittelbar an der kolonial geprägten Plaza de Armas, entstand eine sehr moderne Kathedrale, die Tag für Tag von vielen hundert Gläubigen aufgesucht wird. Der Innenraum der Kirche ist – dem Zweiten Vatikanischen Konzil folgend – ganz um den Altar herum angeordnet, der den Mittelpunkt darstellt und von der Rückseite von einem weiteren Halbkreis begrenzt wird, an dem auch Kunstwerke der zerstörten Kathedrale zu finden sind. Die Kathedrale ist in Richtung Süden ausgerichtet. Im Westflügel befinden sich die Urnen mit der Asche ehemaliger Bischöfe von Chachapoyas, so die des 2006 verstorbenen z. B. Antonio de Hornedo Correa und von Octavio Ortiz Arrieta. Der Umbau der Kathedrale ist mittlerweile abgeschlossen. Die Fassade im Kolonialstil mit zwei charakteristischen Türmen wurde fertiggestellt.

## Feste und Brauchtum
Die meisten Feste der Umgebung sind religiösen Ursprungs, so werden besonders die Patrone des Dorfes verehrt.
Mitte August findet jährlich das Fest der Stadtpatronin Virgen Asunta statt, es geht bis zum 15. August – Mariä Himmelfahrt. Dazu gibt es noch das „Festival del Guarapo“, das Fest des Zuckerrohrmostes. Die Statue der Jungfrau Maria wird in diesen Tagen von Kirche zu Kirche getragen und auf dem Weg mit Musik und Konfetti von vielen Menschen begleitet. In jeder Kirche wird ein spezieller Altar für die Patronin gestaltet.
Am 6. Juni ist das Fest der „Pampas de Higos Urco“ zum Gedenken an die 1821 in jener Ebene gewonnene Schlacht (siehe oben). Tausende Bewohner von Chachapoyas versammeln sich auf dem Schlachtfeld, ziehen anschließend über die „Straße des Triumphes“ in die Stadt ein und lassen sich als Sieger feiern.

## Söhne und Töchter der Stadt
- Toribio Rodríguez de Mendoza (* 1750 in Chachapoyas; † 1825 in Lima), Vordenker des peruanischen Unabhängigkeitsgedankens
- Blas Valera (* 1545 in Chachapoyas), Jesuit, bekannt durch Niederschriften vorkolumbianischer Geschichte.
- Hernán Rengifo (* 18. April 1983), aktiver Fußballprofi bei Omonia Nikosia und der Peruanischen Nationalmannschaft.